# Vangueria infausta
Vangueria infausta är en måreväxtart som beskrevs av William John Burchell. Vangueria infausta ingår i släktet Vangueria och familjen måreväxter.

## Underarter
Arten delas in i följande underarter:
- V. i. infausta
- V. i. rotundata
- V. i. campanulata